# For the Future: The Irvine Fertility Scandal
For the Future: The Irvine Fertility Scandal is een Amerikaanse televisiefilm uit 1996. De hoofdrollen waren voor Marilu Henner, Randle Mell en Linda Lavin.

## Verhaal
Een familie die heel graag kinderen wil, wordt opgelicht door een dokter die het gevoel heeft dat hij voor God kan spelen. De artsen in de kliniek blijken niet de juiste diploma's te hebben en zij houden zich meer bezig met lunchen en golf dan met de zorg voor hun patiënten.

## Rolverdeling
| Acteur           | Personage             |
| ---------------- | --------------------- |
| Marilu Henner    | Debbie Challender     |
| Randle Mell      | John Challender       |
| Linda Lavin      | Marilyn Killane       |
| Castulo Guerra   | Dokter Ricardo Asch   |
| Alicia Coppola   | Beth                  |
| James Sutorius   | Senator Thomas Hayden |
| Gregg Almquist   | Pastoor Dan Mettler   |
| Lisa Chess       | Dokter Rubin          |
| Peter Crook      | Del Roth              |
| Pamela Dunlap    | Maryann               |
| Marva Hicks      | Receptioniste Tanya   |
| Caroline Mignini | Darlene Mettler       |
| Forbes Riley     | Francine Merrill      |
| Cristine Rose    | Rina Manelli          |
| Jake Sakson      | Josie Challender      |
| Cynthia Steele   | Receptioniste Mardi   |
| D. Paul Thomas   | Walter Matheson       |
| Largo Woodruff   | Marlene               |